# Holeas
En la mitología griega, Holeas era un rey de Arcadia coetáneo del rey Procles de Esparta.
Sucedió en el trono a su padre, Cípselo, y fue sucedido a su vez por su hijo Bucolión, que continuó la estirpe real de los descendientes de Arcas.